# Conway (condado de Carroll)
Conway es un lugar designado por el censo ubicado en el condado de Carroll en el estado estadounidense de Nuevo Hampshire. En el Censo de 2010 tenía una población de 1.823 habitantes y una densidad poblacional de 231,08 personas por km².

## Geografía
Conway se encuentra ubicado en las coordenadas 43°58′50″N 71°7′47″O / 43.98056, -71.12972. Según la Oficina del Censo de los Estados Unidos, Conway tiene una superficie total de 7.89 km², de la cual 7.35 km² corresponden a tierra firme y (6.8%) 0.54 km² es agua.

## Demografía
Según el censo de 2010, había 1.823 personas residiendo en Conway. La densidad de población era de 231,08 hab./km². De los 1.823 habitantes, Conway estaba compuesto por el 97.42% blancos, el 0.11% eran afroamericanos, el 0.66% eran amerindios, el 0.38% eran asiáticos, el 0% eran isleños del Pacífico, el 0.22% eran de otras razas y el 1.21% pertenecían a dos o más razas. Del total de la población el 0.38% eran hispanos o latinos de cualquier raza.